# Anthurium pastasanum
Anthurium pastasanum là một loài thực vật có hoa trong họ Ráy (Araceae). Loài này được Diels miêu tả khoa học đầu tiên năm 1937.